# Šapur II.
Šapur II. (perzijski: شاپور Schāpūr ; * 309.; † 379.; jednako dugo je i vladao), također Sapor II. ili Sapur II., je bio Veliki kralj Perzije iz dinastije Sasanida. Bio je jedan od najznačajnijih sasanidskih kraljeva. Njegova duga vladavina bila je obilježena dugotrajnim ratom protiv Rimskoga Carstva i gotovo 40 godina dugim progonom kršćana.

## Djetinjstvo i mladost
Kad je kralj Hormizd II. godine 309. umro, perzijski su plemići ubili njegova najstarijeg sina, oslijepili drugoga, a trećeg, Hormizda, zarobili (kasnije je uspio pobjeći Rimljanima). Prijestolje je bilo rezervirano za nerođeno dijete jedne od žena Hormizda II. Kaže se da je Šapur II. bio jedini kralj u povijesti koji je bio okrunjen u maternici. Kruna je tada navodno bila stavljena na majčin trbuh. Šapur se tako rodio kao kralj. Vladarske poslove preuzela je njegova majka i perzijski magi. U dobi od 16 godina Šapur II. je povodom slavlja 100 godišnjice sasanidske dinastije vjerojatno ustoličen jer za njegovu mladost praktički i nema izvora. 

## Vjerska politika
Država je za njegove vladavine prestrukturirana u kastinski sistem. Moć svećenika bila je smanjena, a zoroastrizam je praktički postao državnom religijom, dopunjena je zbirka Avesta (zbirka vjerskih učenja zoroastrizma). Svi kritičari i otpadnici od zoroastrizma bili su kažnjavani. Došlo je i do progona kršćana ne zbog vjerskih nego zbog političkih razloga. U neprijatelju Perzije Rimskom Carstvu tada je naime u doba cara Konstantina I. kršćanima dana sloboda te je počela kristijanizacija Carstva. Perzija je pokušala stvoriti Crkvu neovisnu od Carigrada, a kad to nije uspjelo počelo se progoniti kršćane. 

## Ratovi
Šapur II. se ponajprije iskazao u ratu protiv Arapa koji su provalili u Mezopotamiju, no njegov najljući protivnik bilo je Rimsko Carstvo.  
Šapur je malo prije smrti cara Konstantina I. Velikog (koji je planirao vojni pohod protiv Perzije) prekinuo mir s Rimom, koji je s carem Dioklecijanom godine 297. sklopio njegov djed Narseh i započeo rat koji je potrajao punih 26 godina (337. – 363.). 
O tom ratu postoji relativno mnogo izvora, prije svega rimski povjesničar Amijan Marcelin, koji je kao časnik djelomice sudjelovao u tom ratu, zatim Zosimos i Sozomen kao i arapski i perzijski izvori. 
Šapuru II. uspjelo je da nakon smrti Konstantina I. anektira Armeniju (gdje je kršćanstvo od početka 4. stoljeća bilo državna religija). Zatim je s promjenjivim uspjehom pokušao osvojiti rimske utvrde u Mezopotamiji. Borbe su se prije svega vodile oko strateški važnih mjesta Singare, Nisibisa, koje je Šapur II. tri puta uzalud opsjedao, te grada Amide, pri čemu su Rimljani oko 344. pretrpjeli kod Singare težak poraz. 
Iako je rimski car Konstantin II., nakon smrti svoga oca Konstantina I. car istočne polovice Carstva, izgubio više bitaka, Šapur II. jedva da je napredovao. Vojna snaga Perzijanaca nije bila dovoljna da zadrže osvojena područja. Konstantin II. je osim toga imao spretnu defenzivnu taktiku, a rimski utjecaj u Armeniji opet je porastao. Rat između Perzije i Rima kratko je prekinut oko 350. kada su Perziju na istoku napala nomadska plemena. Ona su odbijena, a neka od njih su se čak i pridružila Perzijancima u borbi protiv Rima. 
Rim i Perzija konačno su počeli mirovne pregovore o kojima izvještava Amijan no oni nisu donijeli nikakvog rezultata. Šapur II. je nato godine 359. opet opsjeo Amidu koja je nakon 73-dnevne opsade pala. Sljedeće godine Perzijanci su također osvojili Singaru i još neke utvrde. Konstantin II. je međutim izbjegavao otvorenu bitku tako da je Šapur, također potaknut nepovoljnim proročanstvom, prekinuo ratne operacije. 
Nasljednik Konstantina II. car Julijan Apostata, prodro je godine 363. s vojskom od oko 65 000 ljudi do perzijske prijestolnice Ktezifonta, (koja se nalazila otprilike jugoistočno od današnjeg Bagdada). Šapur se tada nalazio na sjeveru jer je očekivao da će Rimljani tamo napasti pa se požurio na jug. Perzijska vojska koja se nalazila na jugu izbjegavala je do Šapurova dolaska borbu pa je rimska ofenziva zapravo bila pogodak u prazno. Kad je Šapur stigao s vojskom došlo je do bitke kod Marange u kojoj su Perzijanci poraženi. Međutim, u novoj bitki nakon par dana Julijan je poginuo. Njegov nasljednik Jovijan je ne želeći riskirati uništenje cijele rimske vojske morao s Perzijancima godine 363. sklopiti za Rim nepovoljan mir kojim je Perzija povratila ona područja koja je izgubio Narseh (vidi istoimeni članak).

## Politika prema Armeniji
Šapur II. je još 338. kratkotrajno osvojio Armeniju, a 367. prisilio je armenskoga kralja Arsakesa III, saveznika Rimljana, da počini samoubojstvo. Pokušao je uvesti u Armeniju zoroastrizam što nije uspjelo zbog otpora armenskoga plemstva koje je tajno pomagao Rim. Za kralja su proglasili sina Arsakesa II. Papa. Prijetilo je izbijanje novog rata. Zato je car Valens kako bi očuvao mir s Perzijom žrtvovao Papa tako što je navodno organizirao njegovo umorstvo 374. ili 375. 

## Značaj
Vladavina Šapura II. zlatno je doba sasanidske Perzije i takvim ga i danas nazivaju Iranci.
Perzija se na kraju njegove vladavine protezala od Kine na istoku do Kavkaza na zapadu. Iznova je dao izgraditi stari perzijski grad Suzu te osnovao i nove gradove poput Nišapura u Horasanu. Umro je na vrhuncu moći godine 379.  